# 李文標
李文標（英語：Carson Lee Man Bill，1960年4月13日—），香港前亞洲電視及無綫電視藝員，演藝生涯早期為邵氏動作演員。

## 生平
李文標於1984年簽約亞洲電視，至1989年轉投無綫電視，1992年為無綫電視《萬千星輝賀台慶》之「羣星會」環節表演跳彈床時，因意外從高空墜地，導致半身癱瘓半年。此後，李文標與無綫電視發生爭執，最終未獲續約。
至2002年，在《星光熠熠耀保良》節目中，李文標突然上臺「搶咪」，讓場面一度混亂。事後，李文標在接受有線電視採訪時，對此事公開道歉。
2006年2月14日，李文標与女友胡櫻汶正式結婚，結束長達十五年的愛情長跑。

## 演出作品

### 電視劇

#### 亞洲電視
- 1986年  《清末四大奇案》 飾 白明
- 1986年  《少林五壯士》 飾 方世玉
- 1986年  《哪吒》 飾 土行孫
- 1987年  《铁血蓝天》
- 1987年  《怒火青春》
- 1987年  《新小五义》
- 1988年  《鍾馗捉鬼》
- 1988年  《聊齋誌異之姬生》
- 1988年  《嘻嘻哈哈》
- 1989年  《皇家檔案之風蕭蕭/玉石俱焚》飾 阿明

#### 無綫電視
- 1990年  《燃燒歲月》 飾 陸浩然
- 1991年  《人在邊緣》 飾 馬律師
- 1991年  《灰網》
- 1991年  《藍色風暴》 飾 阿彪
- 1991年  《今生無悔》 飾 張里察
- 1991年  《大家族》
- 1992年  《龍的天空》 飾 阮新
- 1992年  《中神通王重陽》 飾 完顏拔
- 1994年  《壹號皇庭III》飾 黃健
- 1994年  《阿Sir早晨》

#### ViuTV
- 2024年  《打天下2》 飾 明哥

#### 其他
- 2022年 《女法醫JD》 飾 傻秋

### 電影
- 我愛羅蘭度 (1984)
- 青蛙王子 (1984)
- 鬼馬飛人 (1985)
- 教頭發威 (1985)
- 霹靂十傑 (1985)
- 天官賜福 (1985)
- 殺妻二人組 (1986)
- 良青花奔月 (1987)
- 破壞之王 (1994)
- 精武英雄 (1994)
- 新房客 (1995)
- 飛虎 (1996)
- 浪漫風暴 (1996) 飾 Ken 舊師傅
- 里程 (2000)
- 飛虎雄師之中環茶室兇殺案 (2002)
- 飛虎雄師 (2002)
- 飛虎雄師之再戰江湖 (2003)
- 飛虎雄師之點指兵兵 (2003)
- 龍咁威2003 (2003)
- 飛虎雄師之復仇 (2003)
- 飛虎雄師之邊緣人 (2003) 飾 張 Sir
- 失鎗72小時 (2003)
- 飛虎雄師之英雄本色 (2003)
- 飛虎雄師之槍王行動 (2003)
- 飛虎雄師之救世者 (2003)
- 飛虎雄師之劫金風暴 (2003)
- 我要做Model (2004)
- 甜絲絲 (2004)
- 龍咁威II之皇母娘娘呢？ (2005)
- 逆戰 (2012) 飾  歹徒
- 樹大招風 (2016) 飾 速龍
- 爆裂點 (2023) 飾 標哥

## 外部連結
- 李文標在香港影庫上的簡介